# Брајтшајд (Хесен)
Брајтшајд (њем. Breitscheid) општина је у њемачкој савезној држави Хесен. Једно је од 23 општинска средишта округа Лан-Дил. Према процјени из 2010. у општини је живјело 4.990 становника. Посједује регионалну шифру (AGS) 6532004.

## Географски и демографски подаци
Брајтшајд се налази у савезној држави Хесен у округу Лан-Дил. Општина се налази на надморској висини од 462 метра. Површина општине износи 31,8 km². У самом мјесту је, према процјени из 2010. године, живјело 4.990 становника. Просјечна густина становништва износи 157 становника/km².